# TOI-178
TOI-178 è una stella situata nella costellazione dello Scultore, distante 205 anni luce dal sistema solare. Tramite il telescopio spaziale TESS, attorno alla stella sono stati scoperti sei pianeti extrasolari.

## Caratteristiche
TOI-178 è una stella più piccola e fredda del Sole, la sua massa e il suo raggio sono rispettivamente il 64% e il 70% di quelli del Sole, e la sua temperatura superficiale tra i 4100 e 4350 kelvin.

## Sistema planetario
Il pianeta più interno è probabilmente di natura rocciosa, con massa e raggio di poco superiori a quelli della Terra. Orbita in meno di 2 giorni, e alla distanza media dalla sua stella, circa 4 milioni di chilometri, ha una temperatura di quasi 1000 K e potrebbe quindi trattarsi di un pianeta di lava. Molto caldo anche il pianeta c, che dovrebbe essere di natura rocciosa, seppur classificabile nelle super Terre, con un raggio superiore del 70% a quello terrestre e una densità quasi simile. Gli altri pianeti sono molto meno densi e sono di natura gassosa, probabilmente dei mininettuno.
I cinque pianeti esterni sono in una complessa risonanza orbitale tra loro, di 18:9:6:4:3, che vuol dire che mentre il secondo pianeta (il primo della catena di risonanza) compie 18 orbite il terzo ne compie 9 e così via fino all'ultimo, che ne compie 3 nello stesso periodo. Il pianeta b, il più interno, sarebbe in risonanza 5:3 col pianeta c se il suo periodo fosse leggermente più lungo (~1,95 giorni). Queste risonanze indicano che il sistema si è formato probabilmente nella stessa configurazione attuale, con il pianeta b che, forse a causa della vicinanza alla stella, è uscito dalla catena di risonanze per delle interazioni mareali.
Tutti i pianeti, anche il più distante dalla stella, sono comunque troppo vicini ad essa per avere una temperatura che consenta all'acqua di scorrere in superficie allo stato liquido: anche TOI-178 g, il più distante, è troppo caldo, avendo una temperatura di equilibrio di circa 470 K.
Prospetto del sistema
Sotto, un prospetto del sistema planetario di TOI-178.
| Pianeta | Tipo              | Massa              | Raggio   | Periodo orb.  | Sem. maggiore | Incl. orbita | Scoperta |
| ------- | ----------------- | ------------------ | -------- | ------------- | ------------- | ------------ | -------- |
| b       | Pianeta terrestre | 1,50+0,39 −0,44 M⊕ | 1,152 r⊕ | 1,915 giorni  | 0,026 UA      | 88,8°        | 2020     |
| c       | Super Terra       | 4,77+0,55 −0,78 M⊕ | 1,669 r⊕ | 3,239 giorni  | 0,037 UA      | 88,4°        | 2018     |
| d       | Mininettuno       | 3,01+0,80 −1,03 M⊕ | 2,572 r⊕ | 6,558 giorni  | 0,059 UA      | 88,58°       | 2018     |
| e       | Mininettuno       | 3,86+1,25 −0,84 M⊕ | 2,207 r⊕ | 9,962 giorni  | 0,078 UA      | 88,71°       | 2020     |
| f       | Mininettuno       | 7,72+1,67 −1,52 M⊕ | 2,287 r⊕ | 15,232 giorni | 0,104 UA      | 88,72°       | 2019     |
| g       | Mininettuno       | 3,94+1,31 −1,62 M⊕ | 2,87 r⊕  | 20,71 giorni  | 0,1275 UA     | 88,82°       | 2020     |